# Albert Döderlein
Albert Sigmund Gustav Döderlein (Augsburgo 5 de julio de 1860 - Múnich 10 de diciembre de 1941) fue un ginecólogo y obstetra alemán.

## Biografía
Döderlein era hijo de un médico militar. En 1879 comenzó a estudiar medicina en la Universidad de Erlangen-Núremberg, obteniendo su título de médico en 1884. En 1888, Döderlein comenzó a desempeñarse como profesor en Leipzig y en 1897, recibió una invitación por parte de la Universidad de Groningen, pero en ese mismo año, Döderlein fue profesor en la Universidad de Tubinga. En 1907 se convirtió en director del Hospital de la Mujer (Frauenklinik) de la Universidad de Múnich, reemplazando al jubilado Franz von Winckel.
A partir de 1918 se involucró en la Münchner Kommission zur Beratung von Fragen der Erhaltung und Vermehrung der Volkskraft (Comisión de Múnich para la Consulta sobre Cuestiones de Preservación y Aumento del Poder Popular), una comisión con sede en Múnich y cuyo papel era debatir formas de preservar y aumentar la fuerza de la población.
En 1926, fue elegido miembro de la Academia Alemana de las Ciencias Naturales Leopoldina.
Después de la toma del poder por los nacionalsocialistas y la aprobación de la ley de esterilización forzosa, Döderlein escribió los procedimientos legales oficiales para revisar la esterilización de las mujeres en el comentario jurídico oficial Die Eingriffe zur Unfruchtbarmachung der Frau (Intervenciones para dejar estériles a las mujeres).
Después de su jubilación en 1934 , fue coeditor del  Münchner medizinischen Wochenschrift (Semanario médico de Múnich).
Falleció el 10 de diciembre de 1941. Su hijo, el ginecólogo Gustav Döderlein, fue profesor de la Universidad de Jena.

## Contribuciones
Döderlein es considerado uno de los fundadores de la bacteriología ginecológica. Fue de los primeros en usar radioterapia en el tratamiento del cáncer y es acreditado por introducir el uso de guantes de látex en ginecología y obstetricia. Su nombre está asociado al "bacilo vaginal de Döderlein" o simplemente "bacilo de Döderlein", una bacteria grampositiva que él describió primero en 1892.

## Obras publicadas
- Leitfaden für den geburtshilflichen Operationskurs (Guía del curso de cirugía obstétrica), Leipzig 1893.
- Über Vergangenheit und Gegenwart der Geburtshülfe (Sobre el pasado y presente de la atención obstétrica), Leipzig 1897.
- Operative Gynäkologie (Ginecología quirúrgica), Leipzig 1905 (con Bernhard Krönig).
- Handbuch der Geburtshilfe (Manual de obstetricia), 4 volúmenes, Wiesbaden 1915–1921.